# Derolus iranensis
Derolus iranensis là một loài bọ cánh cứng trong họ Cerambycidae.